# عبد الوهاب الدوسري
عبد الوهاب الدوسري (1936 - 20 يوليو 2017) ممثل كويتي انطلق في أوائل الستينيات من القرن الماضي حيث كان يشارك في المسلسلات الاجتماعية الكوميدية التلفزيونية والإذاعية كما اشتهر باسم أم جسوم.

## أعماله
| السنة | عنوان العمل             | نوع العمل |
| ----- | ----------------------- | --------- |
| 1962  | عايلة بو جسوم           | مسلسل     |
| 1977  | درب الزلق               | مسلسل     |
| 1977  | هبان تشاتشا             | مسرحية    |
| 1990  | إللي ماله أول ماله تالي | مسلسل     |

## روابط خارجية
- عبد الوهاب الدوسري على موقع قاعدة بيانات الأفلام العربية